# Hexatoma (Eriocera) metallica
Hexatoma (Eriocera) metallica is een tweevleugelige uit de familie steltmuggen (Limoniidae). De soort komt voor in het Australaziatisch gebied.